# Angra Mainju
Angra Mainju vagy Angra Mainyu  a zoroasztrianizmus zend nyelvében a pusztító szellem; a rossz megtestesítője. Középperzsa megfelelője: Ahriman, Áhrimán (اهریمن) .
Zoroasztriánus meggyőződés szerint kezdettől fogva, Ahura Mazdától függetlenül létezik (azaz egyidős vele). Tőle ered minden gonosz, szennyezés, pusztító dolog, nyomor, szenvedés és halál. Lényéhez szervesen hozzátartozik a pusztítás vágya. A jó teremtés elleni harcában segítségére vannak az általa teremtett démoni erők, a daévák  (pl. a harag, a kapzsiság, a vonakodás). Az anyagi világban pusztító céljait megtestesítő teremtmények, a khrafsztrák viszik végbe akaratát. A hazugságot megtestesítő Azi Dhakát a mitológiában gyakran olyan háromfejű, hatszemű és három állkapcsú szörnyűséges sárkányként ábrázolják, akinek a testét khrafsztrák borítják. 
A modern zoroasztriánus gondolkodás nagyrészt megfosztotta Angra mainjut mitikus vonásaitól és az emberi természet rosszra való hajlamaként értelmezi. 

## Név
A Gáthákban, amelyek a zoroasztrianizmus legrégebbi szövegei és Zoroaszternek tulajdonítják, az angra mainju még nem tulajdonnév, hanem fogalom, amely pusztító vagy gonosz szellemnek fordítható. A tulajdonnevek ritkák a Gáthákban. Ezekben a szövegekben még az Ahura Mazdá és az Amesa Szpenták sem tulajdonnév.
Kiejtése az írásának felel meg.